# Dating Naked
Dating Naked è un programma televisivo americano di genere dating show, in onda dal luglio 2014 su VH1. Amy Paffrath è stata la conduttrice delle prime due stagioni ed era vestita nelle sue apparizioni. La prima stagione è stata girata su un'isola a Panama. La seconda stagione, rinominata Dating Naked: Playing for Keeps e girata nelle Filippine, è stata presentata in anteprima il 22 luglio 2015 e si è conclusa il 16 settembre 2015.
La terza stagione, presentata da Rocsi Diaz e girata a Bora Bora, è stata presentata in anteprima il 29 giugno 2016 e si è conclusa il 14 settembre 2016. Il 14 aprile 2017, VH1 ha annunciato che Dating Naked era stato cancellato dopo tre stagioni, sebbene VH1 abbia lasciato aperta la possibilità di un futuro reboot dello show. Il 24 febbraio 2021, è stato annunciato che la serie sarebbe stata ripresa da Paramount+.

## Trama
Lo show ha abbinato diversi concorrenti che venivano regolarmente scambiati con altri concorrenti. Nonostante i concorrenti fossero nudi per la maggior parte del tempo, lo show non mostrava i genitali dei concorrenti o il seno femminile che risultavano sfocati. Nelle versioni tedesca e britannica di questo programma televisivo, la nudità è completamente senza censura. La prima stagione presentava una nuova coppia di concorrenti in ogni episodio. C'è stato un cambio di formato per le stagioni successive, nelle quali c'erano due concorrenti principali, un uomo e una donna, a cui i nuovi concorrenti si univano in ogni episodio per uscire con loro, in un formato simile a spettacoli come The Bachelor.

## Episodi
| Stagione      | Episodi | Prima TV originale |
| ------------- | ------- | ------------------ |
| Prima serie   | 11      | 2014               |
| Seconda serie | 10      | 2015               |
| Terza serie   | 12      | 2016               |

## Versioni internazionali
| Paese       | Nome            | Canale     | Debutto         | Conduttrice  |
| ----------- | --------------- | ---------- | --------------- | ------------ |
| Germania    | Dating Naked    | Paramount+ | 31 gennaio 2023 | Meike Emonts |
| Regno Unito | Dating Naked UK | Paramount+ | 23 agosto 2024  | Rylan Clark  |